# Pandalus teraoi
Pandalus teraoi is een garnalensoort uit de familie van de Pandalidae. De wetenschappelijke naam van de soort is voor het eerst geldig gepubliceerd in 1937 door Kubo.